# بیمارستان چشم ادیتیا جیات
بیمارستان چشم ادیتیا جیات  (به انگلیسی: Aditya Jyot Eye Hospital) بیمارستانی خصوصی در شهر بمبئی هند است که در ۱۹۹۰ میلادی ساخته شد و دارای ۲۷ تخت است.